# Yolanda Rosado

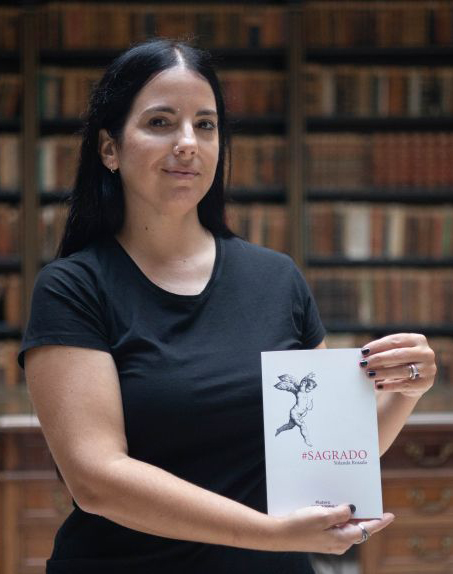
Yolanda Rosado en la Biblioteca Central de Jerez, octubre de 2023

Yolanda Rosado González es una poeta y periodista española conocida por su trabajo en el ámbito de la poesía contemporánea y el periodismo social.

## Biografía
Yolanda Rosado nació en Jerez de la Frontera, España, en 1983. Se formó en la Universidad de Sevilla, donde se licenció en Periodismo en 2005. Además de su carrera como poeta, Rosado ha trabajado en el periodismo social, donde ha abordado diversos temas relacionados con los procesos migratorios y los derechos humanos.

## Periodismo social
En 2024, Rosado obtuvo el accésit al XII Premio Nacional de Periodismo Juan Andrés García por su obra de fotoperiodismo, Irrepetibles, un recorrido por las historias de vida de doce personas de diferentes países que han pasado por Jerez de la Frontera a través de la ONG CEAin.
En 2017, Rosado ganó notoriedad con la exposición San Miguel Diverso, un trabajo fotoperiodístico que muestra la riqueza multicultural del barrio San Miguel en Jerez de la Frontera, en el que conviven más de 60 nacionalidades diferentes.
Rosado es colaboradora habitual de medios de comunicación como La Voz del Sur y Andalucía Información. Ha sido referente del Proyecto OWO de la Federación Andalucía Acoge, destinado a prevenir discursos y delitos de odio, así como a atender a posibles víctimas.

## Obra literaria
Rosado es autora del poemario Sagrado (Platero Editorial, 2023), que en palabras de su autora es "un poemario de búsqueda y aceptación de las múltiples voces que nos conforman. Una confesión de amor que quiere trascender la culpa, defendiendo que todo ese mundo interior que nos gobierna es sagrado, aunque no nos atrevamos a mostrarlo. La magia, las señales, los sueños, los símbolos arcanos y la manifestación de deseos conectan con el amor en el plano virtual". 
La poeta Luna Miguel, quien escribió el prólogo de Sagrado, describe la obra de Rosado como poseedora de "la honestidad enfebrecida de una Sharon Olds, las iluminaciones surreales de una Marosa di Giorgio y el ritmo oscuramente natural y campestre de una Emily Dickinson."

## Vida personal
Actualmente, Yolanda Rosado reside en Jerez de la Frontera. Es activa en la escena literaria y cultural local, combinando su trabajo como Responsable de Comunicación de la ONG CEAin con su actividad literaria. Rosado coordina el Club Literario Intercultural Alas y Raíces, que está formado por mujeres diversas para la investigación y recuperación de voces de autoras de diferentes culturas y épocas.